# Solpugyla darlingi
Espèce
Synonymes
- Solpuga darlingi Pocock, 1897

Solpugyla darlingi est une espèce de solifuges de la famille des Solpugidae.

## Distribution
Cette espèce se rencontre au Zimbabwe, en Afrique du Sud, au Mozambique et au  Congo-Kinshasa.

## Description
Le mâle mesure 54 mm et la femelle 56 mm.
Les mâles décrits par Roewer en 1933 mesurent de 41 à 45 mm et la femelle 41 mm.

## Étymologie
Cette espèce est nommée en l'honneur de James Folliott Darling.

## Publication originale
- Pocock, 1897 : On the genera and species of tropical African arachnids of the order Solifugae with notes upon the taxonomy and habits of the group. The Annals and Magazine of Natural History, sér. 6, vol. 20, p. 249-272 (texte intégral).